# West Herrington
West Herrington är en by i distriktet Sunderland, i grevskapet Tyne and Wear, i England. Byn är belägen 7 km från Sunderland. West Herrington var en civil parish från 1866 till 1946 då den blev en del av Herrington och Offerton. Civil parish hade 4 037 invånare år 1931.